# Rourea thomsonii
Rourea thomsonii là một loài thực vật có hoa trong họ Connaraceae. Loài này được (Baker) Jongkind miêu tả khoa học đầu tiên năm 1989.